# Amanecer negro
Amanecer negro (título original: Black Dawn) es una película estadounidense de acción y drama de 1997, dirigida por John De Bello, que a su vez la escribió, musicalizada por David Helpling y John Munoa, en la fotografía estuvo Thom Owens y los protagonistas son Lobo Sebastian, Lorenzo Lamas y Tony Colitti, entre otros. El filme fue realizado por Brimstone Entertainment LLC, Kilkanin Productions, KT Entertainment y Four Square Productions; se estrenó el 28 de febrero de 1997.

## Sinopsis
Jake Killian, policía retirado, tiene que encontrar a un banquero de Estados Unidos raptado enigmáticamente, con la colaboración del único testigo con vida, una stripper conocida como Extasy.